# Pseudantechinus woolleyae
Pseudantechinus woolleyae is een buidelmuis uit het geslacht Pseudantechinus. De wetenschappelijke naam van de soort werd voor het eerst geldig gepubliceerd door Kitchener & Caputi in 1988.

## Kenmerken
P. woolleyae is de grootste Pseudantechinus. De staart is ietwat opgezwollen. De bovenkant is bruin, de onderkant geelbruin. Achter de oren zit een kaneelkleurige vlek. De kop-romplengte bedraagt 77 tot 99 mm, de staartlengte 75 tot 97 mm, de achtervoetlengte 13,0 tot 15,5 mm, de oorlengte 18 tot 20 mm en het gewicht 18 tot 43 g. Vrouwtjes hebben 6 mammae.

## Voortplanting
De jongen van deze soort worden in september of oktober geboren. Na tien maanden zijn die geslachtsrijp en ze worden over het algemeen minstens twee jaar oud.

## Verspreiding
Deze soort komt voor in de Pilbara en ten zuiden daarvan in andere delen van het noordwesten van West-Australië.
Pseudantechinus bilarni · Vetstaartbuidelmuis (Pseudantechinus macdonnellensis) · Pseudantechinus mimulus · Pseudantechinus ningbing · Pseudantechinus woolleyae